# هواژو، گوانگ‌دونگ
هواژو (به لاتین: Huazhou, Guangdong) یک county-level city در جمهوری خلق چین است که در ماومینگ واقع شده‌است.

## خصوصیات
هواژو ۲٬۳۵۶٫۵ کیلومترمربع مساحت و ۱٬۱۷۸٬۸۰۹ نفر جمعیت دارد.